# Jan van Oudenaerde
Jan van Oudenaerde (geboorteplaats en -datum onbekend - overleden Brugge, 1412) was een middeleeuwse meester-metselaar in Brugge.

## Levensloop
Over Van Oudenaerde (die wellicht uit de stad met die naam afkomstig was) is bekend dat hij trouwde met Marie Calckers en in tweede huwelijk met Tanne Goedericx.
In Brugge gevestigd, ontwierp en bouwde hij verschillende gebouwen in opdracht van het Brugse stadsmagistraat:
- Gruuthusebrug (1388)
- Torenbrug (1390)
- Meebrug (1390)
- Augustijnenbrug (1391)
- de stadsmuur tussen Minnewater en Boeveriepoort (1399).

Samen met meester-metselaar Maarten van Leuven ontwierp en bouwde hij:
- Katelijnepoort (1400)
- Kruispoort (1400)
- Gentpoort (1400)
- Poertoren aan het Minnewater (1400).

Daarnaast bouwde hij ongetwijfeld stenen huizen voor belangrijke stadsinwoners.
Van Oudenaerde vervulde verschillende functies in het metselaarsambacht. Hij trad ook toe tot het stadsbestuur, driemaal als raadslid, achtmaal als schepen (1401, 1403, 1405, 1406, 1407, 1408, 1409, 1410) en in 1402-1403 als burgemeester van de raadsleden.
Hij was de belangrijkste meester-metselaar in Brugge op het einde van de veertiende en het begin van de vijftiende eeuw.
Hij werd begraven in de metselaarskapel die zich in de Sint-Basiliuskerk bevond op de Burg. Zijn beschilderd graf werd er in 1875 teruggevonden.

## Bron
- Stadsarchief Brugge, Wetsvernieuwingen, Lijsten van stadsbestuurders.